# Nationale Unie (VAR)
De Nationale Unie (Arabisch: الاتحاد القومي, al-Ittihâd al-Kawmi) was de enige toegestane partij in de Verenigde Arabische Republiek, de politieke unie tussen Egypte en Syrië die van 1958 tot 1961 bestond.
De Nationale Unie werd op 3 november 1957, kort voor de stichting van de Verenigde Arabische Republiek, in Egypte opgericht door president Gamal Abdel Nasser als opvolger van de Liberation Rally. Na de vorming van de V.A.R. in 1958 werd de Nationale Unie ook de enige legale politieke beweging in Syrië. In dat laatste land werd de Nationale Unie gecontroleerd door ba'athisten en anticommunisten.
De voornaamste doelstelling van de Nationale Unie was de bevolking te mobiliseren achter de politiek van Nasser die bestond uit Panarabisme, hervormingen en de opbouw van een verzorgingsstaat. Een echte massabeweging werd de Nationale Unie echter niet, zeker niet in Syrië. Dat laatste land trok zich in september 1961 uit de V.A.R. terug. In 1962 verving Nasser de Nationale Unie door de Arabische Socialistische Unie (ASU).

## Verwijzingen
1. ↑  A. Goldschmidt Jr., R. Johnston: Historical Dictionary of Egypt, Scarecrow Press Lanham, Maryland / Oxford 20033, p. 293
2. ↑  Drs. Ch. Jansen: Encyclopedie van het Midden-Oosten, Tekst en Uitleg: Actuele Parool Pockets 6, Parool A'dam 1969, p. 93
3. ↑  Goldschmidt, Johnston 2003:293